# Волковский сельский округ (Краснодарский край)
Во́лковский се́льский о́круг — административно-территориальная единица в Лазаревском районе города Сочи (муниципального образования город-курорт Сочи)  Краснодарского края. 
Объединяет сельские населённые пункты района, находящиеся за городской чертой в бассейнах рек Западный и Восточный Дагомыс. 
Назван по крупнейшему сельскому населённому пункту округа — селу Волковка. Администрация округа расположена в пгт Дагомыс.

## История
Округ является правопреемником Волковского сельского общества, образованного 1 января 1903 года. Позже сельское общество переименовано в Волковскую волость Сочинского округа Черноморской губернии. 
В Советское время известен как Волковский сельский совет. После упразднения Лазаревского района Краснодарского края 10 февраля 1961 года, решением КИК от 7 апреля 1961 года Волковский сельский совет был переподчинён Лазаревскому району г. Сочи. С 7 декабря 1962 года по 30 декабря 1964 года Волковский сельский совет числился в составе Туапсинского района Краснодарского края. Затем возвращён в подчинение Лазаревскому району г. Сочи. В 1990-е годы сельсовет был преобразован в сельский округ.
Сельский округ предполагалось объединить с пгт Дагомыс в Дагомысский субокруг.

## Население
| 2002 | 2010  |
| ---- | ----- |
| 7123 | ↗7396 |

Население округа на 2010 составило 7396 человек (без учёта пгт Дагомыс). Население — в основном армяне и русские.

## Населённые пункты
В состав сельского округа входят 11 сельских населённых пунктов:
| №  | Населённый пункт | Тип нп | Население |
| -- | ---------------- | ------ | --------- |
| 1  | Альтмец          | село   | ↘197      |
| 2  | Барановка        | село   | ↗996      |
| 3  | Варваровка       | село   | ↗281      |
| 4  | Васильевка       | село   | ↗444      |
| 5  | Верхнее Учдере   | село   | ↘184      |
| 6  | Волковка         | село   | ↗3117     |
| 7  | Ордынка          | село   | ↗405      |
| 8  | Разбитый Котел   | село   | ↗539      |
| 9  | Сергей-Поле      | село   | ↗1923     |
| 10 | Третья Рота      | село   | ↘76       |
| 11 | Четвёртая Рота   | село   | →0        |

## Администрация округа
Администрация сельского округа находится в пгт Дагомыс.
Адрес администрации сельского округа: 354207, г. Сочи (пгт Дагомыс), Батумское шоссе, д. 39 А.
Глава администрации сельского округа: 
- Караев Ибрагим Рамазанович